# Telégrafo de puntero

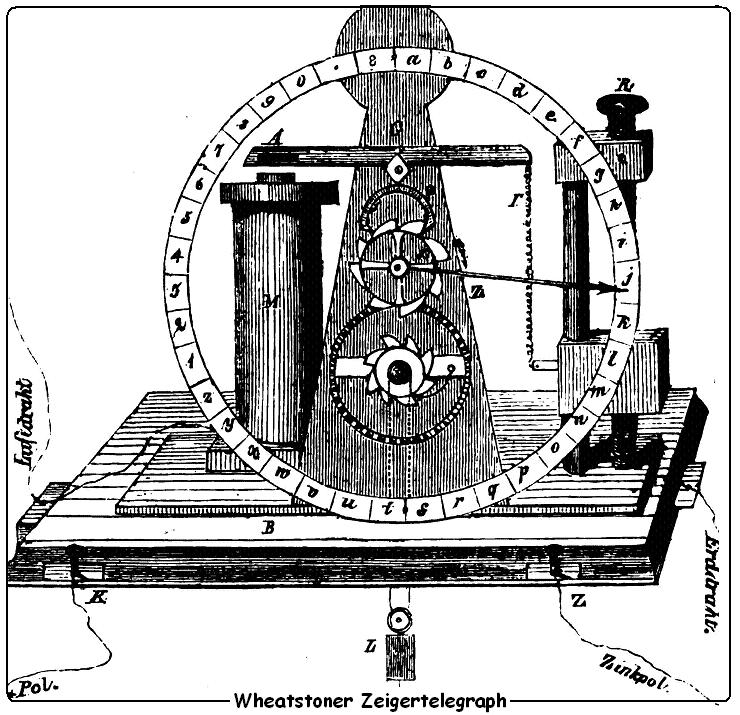
Telégrafo de puntero de Wheatstone

Un telégrafo de puntero es un dispositivo electromecánico capaz de transmitir textos letra a letra, valiéndose de pulsos de corriente eléctrica enviados a lo largo de un cable entre una estación emisora y otra receptora. Para ello, se disponía de dos terminales iguales, consistentes en una pareja de dispositivos de relojería asociados cada uno a un electroimán, de forma que al hacer girar un puntero para señalar una de las letras del abecedario situado en un dial, el otro puntero adoptaba idéntica posición relativa, señalando a su vez la misma letra en la terminal receptora.  

## Historia
El primer telégrafo de puntero fue construido en 1839 por el físico e inventor británico Charles Wheatstone. En este dispositivo, una manecilla controlada por un mecanismo de relojería unido a la armadura de un electroimán podía detenerse frente a cualquiera de las letras seleccionadas por otra aguja igual en un dial situado en una estación remota.
Cinco años después, en 1844, el ingeniero de Mannheim William Fardely construyó la primera línea telegráfica en Europa continental, un tramo de 8,8 km entre Wiesbaden y Kastel, en lo que supuso el comienzo de la expansión imparable de un nuevo medio de comunicación en el que se estaban introduciendo constantes mejoras y novedades técnicas.

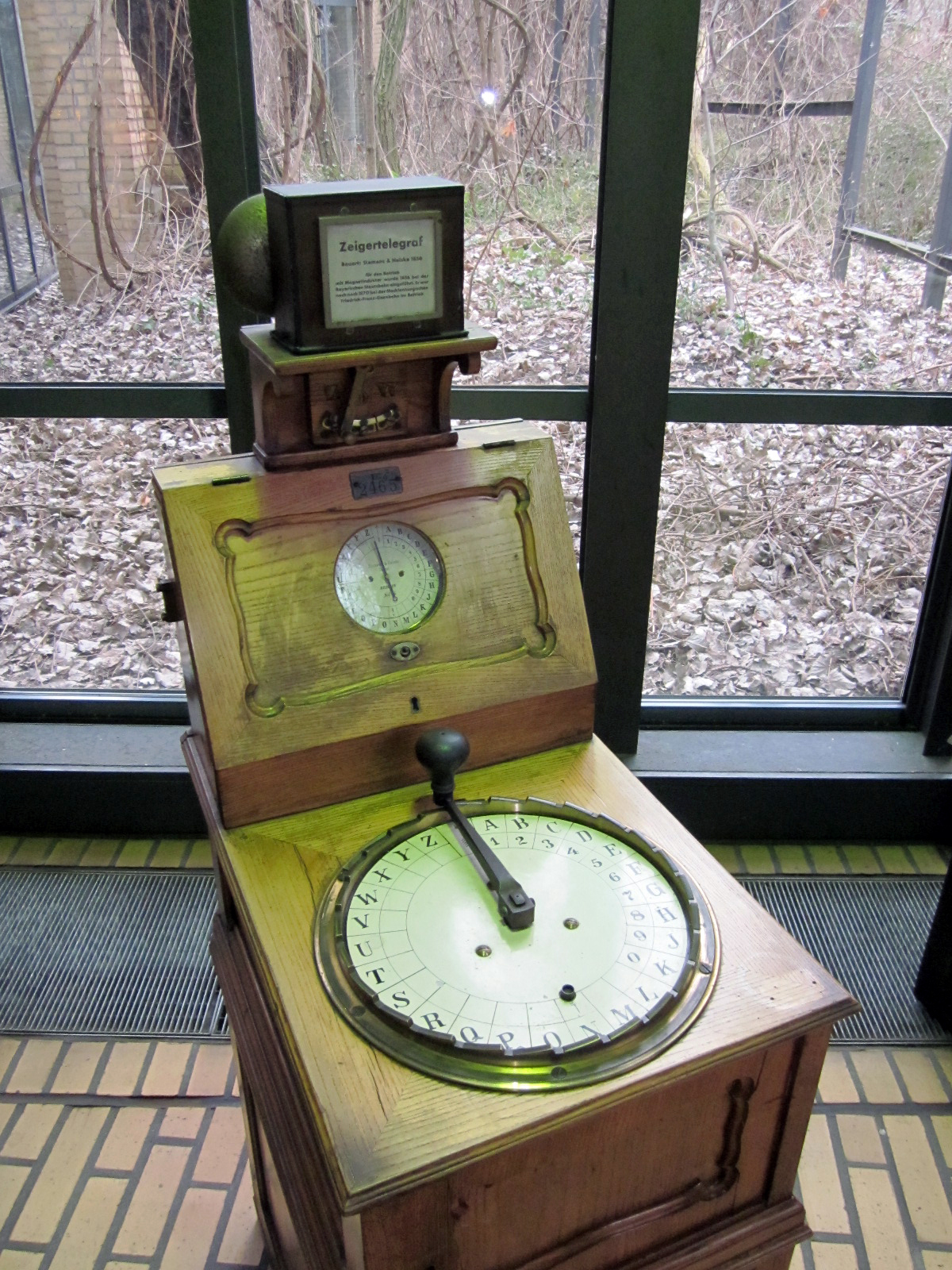
Telégrafo de puntero de Siemens

En 1846, el inventor August Kramer construyó una versión mejorada del telégrafo de Wheatstone, que fue fabricada industrialmente por Werner Siemens y Johann Georg Halske al año siguiente, dando origen a la empresa Siemens AG, que con el paso del tiempo llegaría a ser una de las mayores empresas de ingeniería eléctrica del mundo. El telégrafo de puntero de Siemens se utilizó a partir de 1848 en lo que entonces era la línea telegráfica más larga del continente europeo, que conectaba Berlín con Fráncfort del Meno.
El telégrafo de Siemens supuso una auténtica revolución en las comunicaciones a larga distancia. A diferencia del sistema morse, hizo posible por primera vez que un operario sin apenas formación específica pudiera transmitir mensajes de texto, en un sistema precursor de lo que posteriormente sería el teletipo.
El antiguo telégrafo óptico también se valía de indicadores mecánicos, pero estaba basado en un principio distinto y funcionaba de manera muy diferente al telégrafo de puntero.

## Funcionamiento
El dispositivo se basa en un puntero que se ajusta manualmente, de forma que un determinado ajuste del puntero en el dispositivo emisor da como resultado un ajuste correspondiente del puntero en el dispositivo receptor. De esta manera, las letras individuales de un texto se pueden transmitir fácilmente sin necesidad de tener que transformarlas en una serie de puntos y rayas arbitrarios como hasta entonces se debía hacer con el código morse.
Werner von Siemens informó en una carta a su hermano Wilhelm en 1847: "Mi telégrafo usa solo un cable, se puede tocar con teclas como un piano y combina una gran velocidad con la mayor certeza de que se puede telegrafiar casi tan rápido como se presionan las teclas una después de otra. Es ridículamente simple y completamente independiente de la fuerza de la corriente."